# Rubjerg (parochie)
Rubjerg is een parochie van de Deense Volkskerk in de Deense gemeente Hjørring. De parochie maakt deel uit van het bisdom Aalborg en telt 343 kerkleden op een bevolking van 391 (2004).
Historisch was de parochie deel van de herred Vennebjerg. In 1970 werd Rubjerg opgenomen in de nieuwe gemeente Løkken-Vrå, die in 2007 opging in de vergrote gemeente Hjørring.
Bistrup · Børglum · Em · Hæstrup · Harritslev · Jelstrup · Løkken-Furreby · Lyngby · Mårup · Rakkeby · Rubjerg · Sankt Catharinæ · Sankt Hans · Sankt Olai · Sejlstrup · Skallerup · Tårs · Vejby · Vennebjerg · Vrå · Vrejlev · Vrensted